# Nela Samotyhowa
Nela Samotyhowa, właśc. Aniela Samotyhowa, z d. Miłkowska, 1 v. Jełowicka, ps. Konrada Radwan (ur. 26 listopada 1876 w Nizgórcach, zm. 15 października 1966 w Warszawie) – polska nauczycielka, działaczka społeczna i popularyzatorka sztuki, twórczyni oryginalnej metody wychowania estetycznego.

## Życiorys
Urodziła się w Nizgórcach na Kijowszczyźnie w rodzinie Idalii z Chodossowskich i Oktawiana Miłkowskiego, administratora majątków ziemskich, stryjecznego brata Zygmunta Miłkowskiego. Uczęszczała do Szkoły Muzycznej w Żytomierzu, po czym przeniosła się do Warszawy, gdzie skończyła szkołę Izabeli Smolikowskiej oraz ósmą klasę IV Warszawskiego Żeńskiego Gimnazjum Rządowego. Studiowała nauki przyrodnicze na Uniwersytecie Genewskim (1895–1899), nie ukończywszy pracy doktorskiej dotyczącej botaniki.
Po powrocie do Warszawy uczyła nauk ścisłych w szkole Stefanii Sempołowskiej (1899–1901) i szkole Emilii Pankiewiczówny (1903–1907). Wykładała również na kursach u Cecylii Śniegockiej, a także na kursach pedagogicznych Stanisława Karpowicza i Jana Miłkowskiego (1906–1907). W 1904, wraz ze Stanisławem Kalinowskim, Stefanią Sempołowską i Heleną Redlińską, założyła Koło Wychowawców. Należała także do Towarzystwa Pedagogicznego. W 1905 w trakcie strajku szkolnego angażowała się w organizację kompletów, zebrań rodzicielskich i kwest.
W 1907 przeniosła się do Brukseli, gdzie uczęszczała na kursy historii sztuki i archeologii. W 1910, m.in. wraz z Juliuszem Kaden-Bandrowskim, Marią Dąbrowską i swym przyszłym mężem Erazmem Samotyhą, współzałożyła Towarzystwo im. Joachima Lelewela, które miało wspierać studiujących tam młodych Polaków. W tym okresie rozpoczęła długoletnią przyjaźń z Dąbrowską, która wielokrotnie wspominała Samotyhową w swoich dziennikach. W 1913 prowadziła serię odczytów o malarstwie niderlandzkim XV wieku na Międzynarodowym Fakultecie Pedagogicznym pod kierunkiem Józefy Joteyko.
W Brukseli pisała dla „Kuriera Warszawskiego” (1910–1913), podpisując się „N. Miłkowska”. Opisywała wystawy i życie artystyczne dla „Sfinksa” oraz dla dodatku literackiego „Nowej Gazety”, pisząc m.in. obszerny tekst o Émilu Verhaerenie (1910). Z kolei dla czasopisma „Wszechświat” pisała na tematy przyrodnicze. Jej artykuły ukazały się także w „Z daleka i z bliska”, „Bluszczu” i „Gazecie Robotniczej”. Pojawiła się również – pod nazwiskiem Tyhańska – w powieści Proch (1913) Juliusza Kaden-Bandrowskiego.

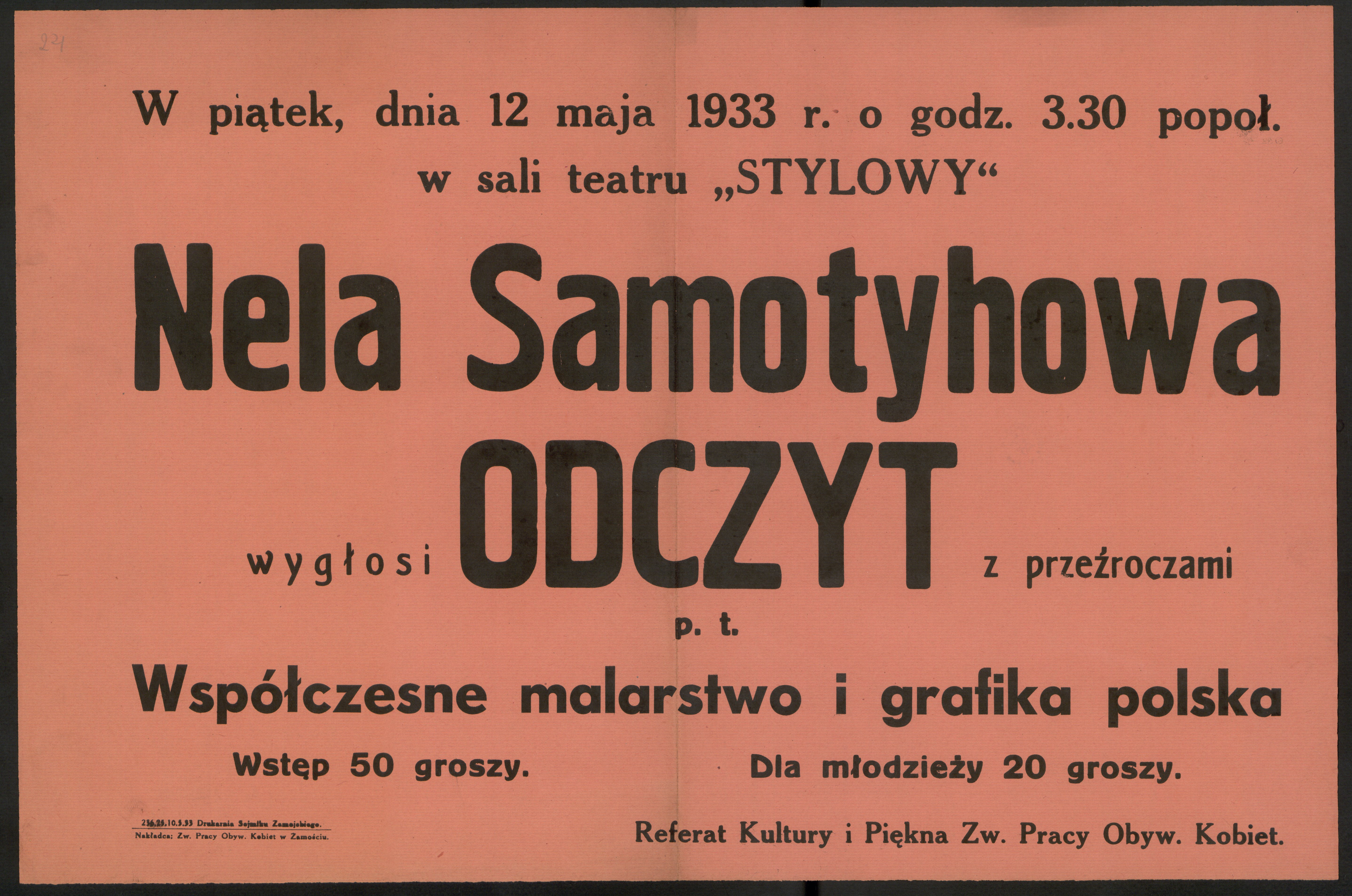
Afisz reklamujący odczyt Samotyhowej w maju 1933

Na początku 1914 powróciła do Warszawy, gdzie prowadziła serię odczytów o miastach belgijskich oraz opublikowała artykuły o Hieronimie Boschu i dzwonach w Mechelen. W tym samym roku rozpoczęła pracę sekretarki na Wyższych Kursach Pedagogicznych Jana Miłkowskiego, a od 1916 zaczęła prowadzić tam seminarium z historii sztuki, którego była kierowniczką w latach 1917–1922. W 1916 współzałożyła Kursy dla Dorosłych m.st. Warszawy, w ramach których, przez dziesięć lat, prowadziła odczyty. W latach 1918–1932 uczyła także przyrody: najpierw na Państwowym Seminarium dla Ochroniarek w Warszawie, później w prywatnych gimnazjach. Była członkinią sekcji kulturalnej Związku Nauczycielstwa Polskiego, działaczką Związku Pracy Obywatelskiej Kobiet oraz, na przemian, wiceprzewodniczącą i przewodniczącą Towarzystwa Kultury Etycznej im. Edwarda Abramowskiego (1926–1936), zwanego początkowo Komitetem Odrodzenia Moralnego.

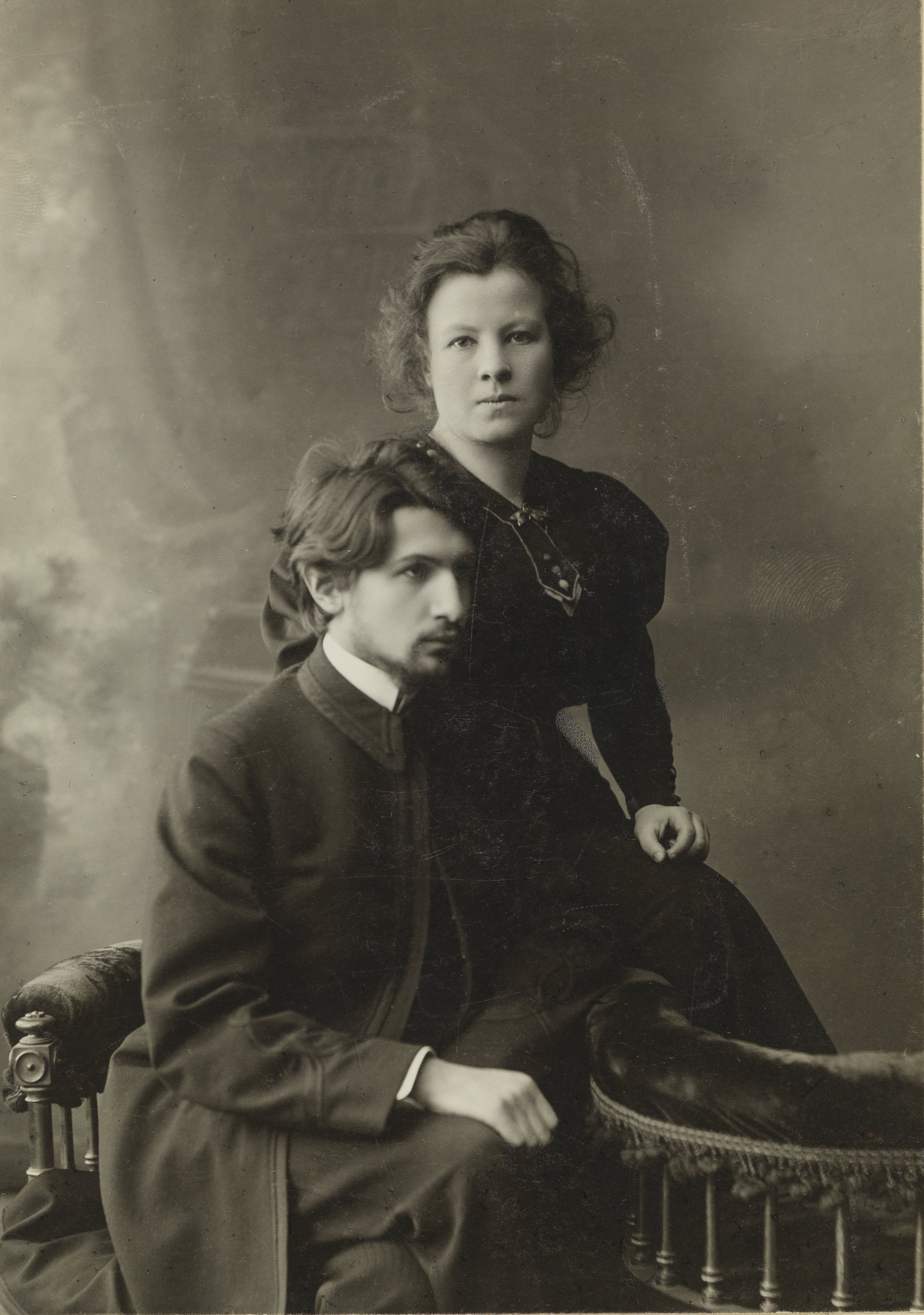
Nela Samotyhowa z mężem Erazmem Samotyhą

Zredagowała Wybór pism Stanisława Karpowicza, który ukazał się w 1929, oraz opracowała życiorys Mariana Dąbrowskiego dla Polskiego Słownika Biograficznego. W 1932 porzuciła nauczanie nauk przyrodniczych na rzecz popularyzacji sztuki. Wykładała historię sztuki w Instytucie Pedagogiki Specjalnej (1932–1935), należała do Rady Instytutu Propagandy Sztuki (1933–1939) oraz komisji kulturalno-artystycznej Akademii Sztuk Pięknych w Warszawie (1937–1939). Angażowała się w popularyzację wiedzy o sztuce poprzez odczyty i pogadanki radiowe. Jej teksty dotyczące sztuki pojawiały się m.in.: w „Gazecie Polskiej”, „Głosie Prawdy”, „Kurierze Warszawskim”, „Kobiecie Współczesnej” i „Pionie”.
Większość wojny spędziła w Warszawie; podczas powstania warszawskiego została zmuszona do opuszczenia domu. Przeniosła się do Piastowa, gdzie powróciła do nauczania. Po wojnie wróciła do Warszawy, zaczęła współpracować z Towarzystwem Uniwersytetu Robotniczego oraz prowadzić audycje o sztuce w Polskim Radiu. Napisała trzy scenariusze filmów edukacyjnych oraz publikowała w „Wiedzy i Życiu” i „Życiu Warszawy”. Przed publikacją jej obszernej pracy Malarstwo zachodnioeuropejskie. Popularny zarys rozwoju form malarskich od katakumb do połowy XX wieku Maria Dąbrowska napisała: Fenomen ta Nela! Ma co najmniej lat 88, jeśli nie więcej (...). A teraz ma już w korektach książkę ‘Historia form malarskich’ (...). Dom Książki ma już zamówienie na 17 tysięcy egz.! To się nazywa sukces niebywały i 'unikalny,' jak się dziś mówi.
W pierwszej połowie lat 50. Samotyhowa została odsunięta od pracy publicystycznej. Pod koniec życia prowadziła prywatne wykłady. Jej wspomnienia (1892–1966), korespondencja i wykłady znajdują się w zbiorach Biblioteki Narodowej.
Wyszła dwukrotnie za mąż: najpierw za Zdzisława Jełowickiego, a 6 kwietnia 1926 za Erazma Samotyhę, choć posługiwała się jego nazwiskiem już od 1914. Małżonkowie często mieszkali osobno, skupiając się na pracy. Samotyhowa śledziła dyskusje o zmianach w prawie II Rzeczypospolitej dotyczących małżeństwa i odrzucała konserwatywne stereotypy dotyczące roli kobiety w małżeństwie. Prowadziła także dziennik, w którym opisywała swoje zmieniające się poglądy na miłość, seks i małżeństwo. Wierzyła, że otwartość w mówieniu o stereotypach dotyczących tradycyjnych ról kobiet i mężczyzn w społeczeństwie jest drogą do prawdziwie wolnego życia. Z tego względu krytykowała Kościół i tradycyjne pojmowanie małżeństwa jako instytucji podporządkowującej, a nie edukującej ludzi.
Pochowana na cmentarzu Powązkowskim (kwatera 43-4-24,25).

## Odznaczenia
- Srebrny Wawrzyn Akademicki (5 listopada 1935)[8].

## Publikacje
- Potrzeba kultury i piękna w dzisiejszym życiu Polski, Warszawa 1931
- Edward  Abramowski i jego poglądy na znaczenie dobra i piękna w przebudowie życia, Warszawa 1931
- Patrzymy na obrazy, Warszawa 1956
- Malarstwo zachodnioeuropejskie. Popularny zarys rozwoju form malarskich od katakumb do połowy XX wieku, Warszawa 1964